# أحمد بن سعيد بن سعد
أحمد بن سعيد بن سعد (ق. 15 نيسان 1781) كان شريفًا من عشيرة زيد الذي شغل منصب الشريف وأمير مكة من عام 1770 إلى عام 1773.
وبعد وفاة أخيه مساعد في أواخر محرم سنة 1184 هـ (مايو 1770م) تولى أخوه عبد الله الإمارة بعد أن رشحه مساعد قبل وفاته. فأراد أحمد الإمارة لنفسه فخلع أخاه ونصب نفسه أميرًا. أرسل رسالة إلى إسطنبول بشأن تغيير منصبه، ولكن قبل وصول الإعلان المعتاد والخلعة (رداء الشرف) من العاصمة، عزله حاكم مصر، علي بك الكبير، الذي حل محله عبد الله بن حسين من عشيرة بركات المنافسة. دخل عبد الله مكة بفرمان مزور يوم الجمعة 18 ربيع الأول 1184هـ (13 تموز 1770م) مدعومًا بالجيش المصري بقيادة محمد بك أبو الذهب، ونُصب أميرًا في اليوم نفسه. في أوائل تشرين الأول، استأنف أحمد الإمارة بعد هزيمة قوات عبد الله بدعم من حلفائه البدو.
في 6 شباط 1773، عُزل أحمد من منصبه على يد ابن أخيه سرور بن مساعد، الذي أعلن نفسه أميرًا لمكة. وفي السنوات التالية وقع خمسة عشر صدامًا بين الفصيلين، بلغت ذروتها في اشتباك أخير في جمادى الثانية سنة 1193 هـ (حزيران/تموز 1779م) حيث قُبض على أحمد. سجن سرور عمه أولًا في ينبع ثم في جدة حيث توفي في العشرين من ربيع الثاني سنة 1195 هـ (ق. 15 نيسان 1781).

## ملحوظات
1. ↑  de Zambaur 1927، صفحة 23.
2. 1 2  Uzunçarşılı 2003، صفحات 186–188.
3. ↑  al-Ghāzī 2009، صفحات 646–652.
4. ↑  Daḥlan 2007، صفحات 274–279.
5. ↑  al-Ghāzī 2009، صفحة 657.
6. ↑  Daḥlan 2007، صفحات 280–281.
7. ↑  al-Ghāzī 2009، صفحات 667–668.
8. ↑  Daḥlan 2007، صفحات 286–287.